# Flor Crombet
Francisco Adolfo "Flor" Crombet Tejera (El Cobre, Santiago de Cuba, 17 de septiembre de 1851 - Alto de Palmarito, Baracoa, 10 de abril de 1895). Patriota cubano, luchador en las tres contiendas independentistas. Fue nombrado jefe, en comisión, de la división de Cuba y Bayamo. Mayor general. Desembarcó junto a Maceo por "Duaba". Participó en la Guerra de los Diez Años y protestó junto a Maceo en Mangos de Baraguá en defensa de la total y definitiva independencia de Cuba.

## Orígenes y primeros años
Nació en El Cobre, Santiago de Cuba, provincia de Oriente, el 17 de septiembre de 1851. Estudioso del terreno y de las ordenanzas y leyes del Ejército Libertador, por lo que se distinguió como oficial disciplinado y celoso de los deberes.

## Guerra de los Diez Años y Guerra Chiquita
Combatiente de las tres guerras. Se alzó el 20 de noviembre de 1868 incorporándose, como soldado, a las fuerzas del coronel Ángel Bárzaga. Diez días más tarde quedó subordinado al entonces coronel Jesús Pérez. Se ganó los grados en el campo de batalla. 
Su fama se extendió por todo el oriente cubano, especialmente en Santiago de Cuba y Guantánamo y participó en los preparativos de la denominada Guerra Chiquita. Unos historiadores afirman que su segundo apellido era Calderín y otros que Bayón.

## Ascensos
Fue ascendido a cabo de segunda por el ataque a “Nueva Málaga”; a cabo de Primera por la toma de “La Dorotea”; a sargento de segunda por el ataque a “La Matilde”; a sargento de primera (22 de julio de 1869) por el ataque a “La Aurora”; a alférez por la defensa del campamento de “Gurjiay”; a teniente. por la toma de “Tío Juan”; a capitán, (13 de septiembre de 1869) por la toma de “El Cristal”; a comandante (12 de agosto de 1871) por el combate de “Cafetal de La Indiana” y a teniente coronel (24 de julio de 1872) por el ataque a “Samá”.

## Participación en la invasión a Occidente.
En julio de 1873 estaba subordinado al general de brigada Antonio Maceo, jefe de la segunda división del primer cuerpo Oriental. Fue elegido por el mayor general Máximo Gómez para integrar el primer contingente invasor a comienzos de 1874. Durante el combate de “Naranjo Mojacasabe” (10 de febrero de 1874) recibió una herida en el labio superior que lo marcó para siempre. Participó en la batalla de “Las Guásimas” el 19 de marzo de 1874) y en el ataque a “Caobillas” (10 de septiembre de 1874), todas en la provincia de Camagüey.
El 30 de septiembre de 1874 regresó a Oriente, junto a Maceo, para reincorporarse a la división Cuba. (Primer Cuerpo de la Segunda División). El 3 de marzo de 1875 participó en el ataque al ingenio “Sabanilla”. El 27 de octubre de 1875 fue ascendido a coronel. En enero de 1876 atacó y tomó al caserío de "Guayabales". En 1877 fue nombrado jefe del "Regimiento Guanimao" y participó en el ataque a “El Cobre” y en la defensa de su campamento de “El Aguacate”.

## Posición en la protesta de Baraguá
Desempeñó un activo papel en la Protesta de Baraguá, donde reprochó al mayor general Antonio Maceo la concesión de la entrevista al capitán general español Arsenio Martínez Campos, pues consideraba que no se debía tener contacto alguno con el enemigo. El gobierno provisional de Baraguá lo ascendió a general de brigada y lo nombró jefe, en comisión, de la división de Cuba y Bayamo. El 8 de mayo de 1878 atacó el caserío Aserradero.

## Acciones en el exterior
Después de capitular marchó a Nueva York, Estados Unidos, para regresar meses después con el objetivo de organizar un nuevo alzamiento. Cuando se encontraba en la preparación de la Guerra Chiquita, en Oriente, fue detenido en Santiago de Cuba, el 13 de marzo de 1879, y enviado a España. Después de 23 meses de prisión y destierro, logró escapar y establecerse en Centro América.
En Honduras ocupó los cargos de comandante general del departamento de “La Paz”, inspector general de cuarteles y secretario del tribunal supremo de guerra y justicia, sucesivamente, a lo cual renunció en 1884 para dedicarse a los preparativos de una nueva guerra de independencia en Cuba. En 1890 tuvo una activa participación en la frustrada conspiración conocida como “La Paz del Manganeso”. Descubierto, se vio obligado a salir hacia Costa Rica, desde donde colaboró en la organización del “Plan Fernandina”.
En Estados Unidos conoció a José Martí, quien lo designa al frente de la expedición que arribaría a costas cubanas el 1 de abril de 1895 para reiniciar la Guerra Necesaria.

## Desembarco junto a Maceo
Fracasado éste, partió de Puerto Limón, Costa Rica, el 25 de marzo de 1895, en el vapor “Adirondack”, al frente de 22 expedicionarios, entre los cuales se encontraban los hermanos Antonio y José Maceo. Después de hacer escala en Kingston, Jamaica británica, se dirigieron a la isla Fortuna, en la colonia inglesa de Bahamas, donde abordaron la goleta Honor. 
Desembarcaron el 1 de abril de 1895 por Duaba, cerca de Baracoa, Oriente, siendo tenazmente perseguidos por el enemigo. El día 8, un encuentro con una emboscada montada por los guerrilleros hizo que el grupo se dispersara.

## Muerte y ascenso póstumo
El 10 de abril de 1895, Crombet cayó combatiendo en Alto de Palmarito, Baracoa, donde se recuerda el hecho y se repite aquella frase martiana: "...Flor tiene un noble corazón, un juicio sano y piensa como pienso yo sobre los futuros destinos de Cuba".
El 30 de junio de 1899, la comisión ejecutiva de la asamblea de representantes de la revolución cubana, expidió su diploma de Mayor General con antigüedad del 1 de abril de 1895.

## Fuente
- Diccionario Enciclopédico de Historia Militar de Cuba. Primera Parte (1510-1898). Tomo I. Biografías, Ediciones Verde Olivo, Ciudad de La Habana, 2004.